# Thamnobryum malgachum
Thamnobryum malgachum är en bladmossart som beskrevs av O'shea 1995. Thamnobryum malgachum ingår i släktet rävsvansmossor, och familjen Neckeraceae. Inga underarter finns listade i Catalogue of Life.